# Komine Tadashi
Tadashi Komine (sinh ngày 28 tháng 6 năm 1974) là một cầu thủ bóng đá người Nhật Bản.

## Sự nghiệp câu lạc bộ
Tadashi Komine đã từng chơi cho Júbilo Iwata.